# Sonata (film)
Sonata – polski film biograficzny z 2021 roku w reżyserii Bartosza Blaschke. To oparta na faktach historia muzyka Grzegorza Płonki z Murzasichla. Premiera filmu odbyła się 23 września 2021 w ramach FPFF w Gdyni. Do polskich kin film wszedł 4 marca 2022 roku.

## Fabuła
Film „Sonata” pokazuje niesamowitą, okupioną ogromnym wysiłkiem i walką, drogę do osiągnięcia niemożliwego. Grzegorz – urodzony przedwcześnie, latami diagnozowany jako dziecko autystyczne, żyje w swoim hermetycznym świecie i nie potrafi nawiązać kontaktu ze światem. Wydaje się, że jego jedyną pasją jest uderzanie w klawiaturę starego fortepianu stojącego w jego domu. Kiedy kończy 14 lat wychodzi na jaw, że przyczyną izolacji nie jest autyzm, tylko głęboki niedosłuch, pod którym skrywa się wielki talent muzyczny. Dzięki aparatowi słuchowemu, zaczyna poznawać dźwięki, słowa i muzykę, w której się zakochuje. Pragnie zostać pianistą i wystąpić w filharmonii. Niestety nikt poza nim samym i najbliższą rodziną nie wierzy, że ten niesłyszący chłopak – choć wspomagany nowoczesną technologią – spełni swoje marzenie.

## Obsada
- Michał Sikorski – Grzegorz Płonka
- Łukasz Simlat – Łukasz Płonka
- Małgorzata Foremniak – Małgorzata Płonka
- Konrad Kąkol – Michał Płonka
- Jerzy Stuhr – prof. Henryk Skarżyński
- Lech Dyblik – Juras
- Barbara Wypych – Krystyna
- Grażyna Sobocińska – Alicja
- Irena Melcer – Justyna
- Cezary Łukaszewicz – nauczyciel gry na fortepianie

## Odbiór
Sonata została pozytywnie oceniona przez publiczność i krytyków. Film zdobył szereg nagród na polskich i międzynarodowych festiwalach filmowych, w tym nagrodę publiczności, a także za profesjonalny debiut aktorski dla Michała Sikorskiego na 46. Festiwalu Polskich Filmów Fabularnych w Gdyni, nagrodę główną oraz nagrodę publiczności na 26. Międzynarodowym Festiwalu Filmowym w Sofii, dwie nagrody na festiwalu Off Camera, trzy statuetki podczas Koszalińskiego Festiwalu Debiutów Filmowych „Młodzi i Film”, nagrodę Orła za najlepszy dźwięk. 
W 2022 roku twórcy filmu Sonata zostali uhonorowani Nagrodą Super Lodołamacza.

## Produkcja
Zdjęcia do filmu rozpoczęły się w sierpniu 2020 roku, a zakończyły w styczniu 2021 roku. Realizowane był w Kościelisku, Murzasichlu, Gminie Poronin, Zakopanem, na Podkarpaciu, Śląsku, Dolnym Śląsku oraz w Światowym Centrum Słuchu w Kajetanach.
„Sonata” to pełnometrażowy debiut Bartosza Blaschke, który jest również autorem scenariusza. Za zdjęcia odpowiada Tomasz Augustynek, natomiast muzykę skomponował Krzysztof A. Janczak. Scenografię przygotowała Alicja Kazimierczak, kostiumy – Emilia Czartoryska, a charakteryzację – Anna Gorońska. Za montaż odpowiada Robert Piechnik, a za dźwięk: Tomasz Sikora i Artur Kuczkowski. Producentami filmu byli: Marcin Kurek, Sylwester Banaszkiewicz, a kierownikiem produkcji: Kamil Janik.